# 亚历山大·萨瓦茨基
亚历山大·萨瓦茨基（波蘭語：Aleksander Zawadzki，1899年12月16日—1964年8月7日），波兰政治人物、共产主义者。生于波兰会议王国本津（今属波兰西里西亚省），曾任波兰人民共和国国务委员会首任主席、波兰人民军大将。

## 生平
1899年12月16日，亚历山大·萨瓦茨基出生于位于俄占波兰本津和栋布罗瓦古尔尼恰之间的泽维尔。他的父亲劳伦斯·萨瓦茨基（Wawrzyniec Zawadzki）是一名炼钢工人，母亲则是玛丽安娜·扎瓦兹卡（Marianna Zawadzka）。他的家庭条件相对较好，因此他得以进入当地的小学学习。
1913年，由于他父亲的一次事故，萨瓦茨基被迫放弃学业，进入社会，寻找工作。第一次世界大战爆发后，他前往德国图林根务农，在那里一直工作到1917年，直到因殴打监工而被捕，并被送到埃尔福特的战俘营，但后来成功逃离。随后，他先后在比托姆的煤矿和希隆斯克地区谢米亚诺维采的炼钢厂工作。1918年德国十一月革命爆发后，他穿越德波边界，在栋布罗瓦古尔尼恰定居，并于同年12月参加波兰军队。参军期间，他参与了利沃夫保卫战以及波苏战争期间立陶宛—白俄罗斯前线的一系列军事行动。1921年，他以士官身份退伍。
萨瓦茨基退伍后进入栋布罗瓦古尔尼恰的“巴黎”煤矿工作。在那里，他受到了共产主义思想的熏陶，并加入了波兰青年共产主义联盟。在此期间，他因参与共产主义活动而被波兰政府通缉。最初，他在罗兹参加革命活动。1924年，他被送到莫斯科的一所党校，在那里呆了几个星期。1925年7月9日，他因涉嫌谋杀一名所谓的警察线人而在维尔纽斯被捕。1925年12月，在缺乏证据的情况下，他仍然被判处六年监禁。1932年3月2日，他离开监狱，并被送到苏联接受治疗，同时在莫斯科附近的党校教书。
1934年，萨瓦茨基回国，并于5月27日在华沙被捕，一直被拘留到1935年2月才被保释。1936年1月13日，他再次被捕。随后，他被指控危害波兰第二共和国的国家利益，并被判处十五年监禁。在上诉法院1938年11月23日做出了维持原判的判决后，他被押往布列斯特服刑。1939年9月，苏联入侵波兰，苏联军队占领布列斯特，萨瓦茨基被释放，并进入白俄罗斯苏维埃社会主义共和国的平斯克区办事处工作。
1947年，萨瓦茨基当选为瑟姆议员。1952年11月20日，他接替博莱斯瓦夫·贝鲁特，担任波兰国务委员会主席。1959年10月1日，他率领波兰代表团访华，庆祝中华人民共和国成立10周年。1964年8月7日，萨瓦茨基因癌症逝世，享年64岁。